# Лорі
Лорі (вірм. Լոռի) — марз (область) на півночі Вірменії. На сході межує з марзом Тавуш, на південному сході з марзом Котайк, на південному заході з марзом Арагацотн, на заході з марзом Ширак, а на півночі з Грузією. Адміністративний центр — Ванадзор, інші міста — Спітак, Степанаван, Туманян, Алаверді, Ташир, Ахтала, Шамлуг.

## Найвизначніші пам'ятки
- Монастир Ахпат — стародавній монастир. Входить у перелік об'єктів Всесвітньої спадщини ЮНЕСКО
- Монастир Санаїн — стародавній монастир. Входить у перелік об'єктів Всесвітньої спадщини ЮНЕСКО
- Лоріберд — стародавня фортеця
- Монастир Одзун

## Найбільші населені пункти
Міста з населенням понад 5 тисяч осіб:
| Назва міста | Населення, осіб (2010) |
| ----------- | ---------------------- |
| Ванадзор    | 104849                 |
| Алаверді    | 16545                  |
| Степанаван  | 16196                  |
| Спітак      | 15172                  |
| Ташир       | 8647                   |
| Гугарк      | 7005                   |
| Одзун       | 5739                   |
| Мецаван     | 5653                   |